# 姆霍沃加奥恩
姆霍沃加奥恩（Mhowgaon），是印度中央邦Indore县的一个城镇。总人口20521（2001年）。

## 人口
该地2001年总人口20521人，其中男性10990人，女性9531人；0—6岁人口3392人，其中男1784人，女1608人；识字率68.22%，其中男性为75.60%，女性为59.72%。